# Бакланське
Бакла́нське (рос. Бакланское) — село у складі Каргапольського району Курганської області, Росія. Входить до складу Журавльовської сільської ради.
Населення — 320 осіб (2010, 329 у 2002).
Національний склад населення станом на 2002 рік: росіяни — 97 %.